# Castello di Brolio
Il castello di Brolio si trova in località Brolio, nei pressi di San Regolo, nel comune di Gaiole in Chianti, in provincia di Siena.
L'imponente edificio è posizionato sul dorso di un poggio che si stacca da uno sprone occidentale dei monti del Chianti alto fra Monte Fienali e Monte Luco Berardenga, fiancheggiato dai torrenti Malena e Dudda tributari dell'Arbia.

## Storia

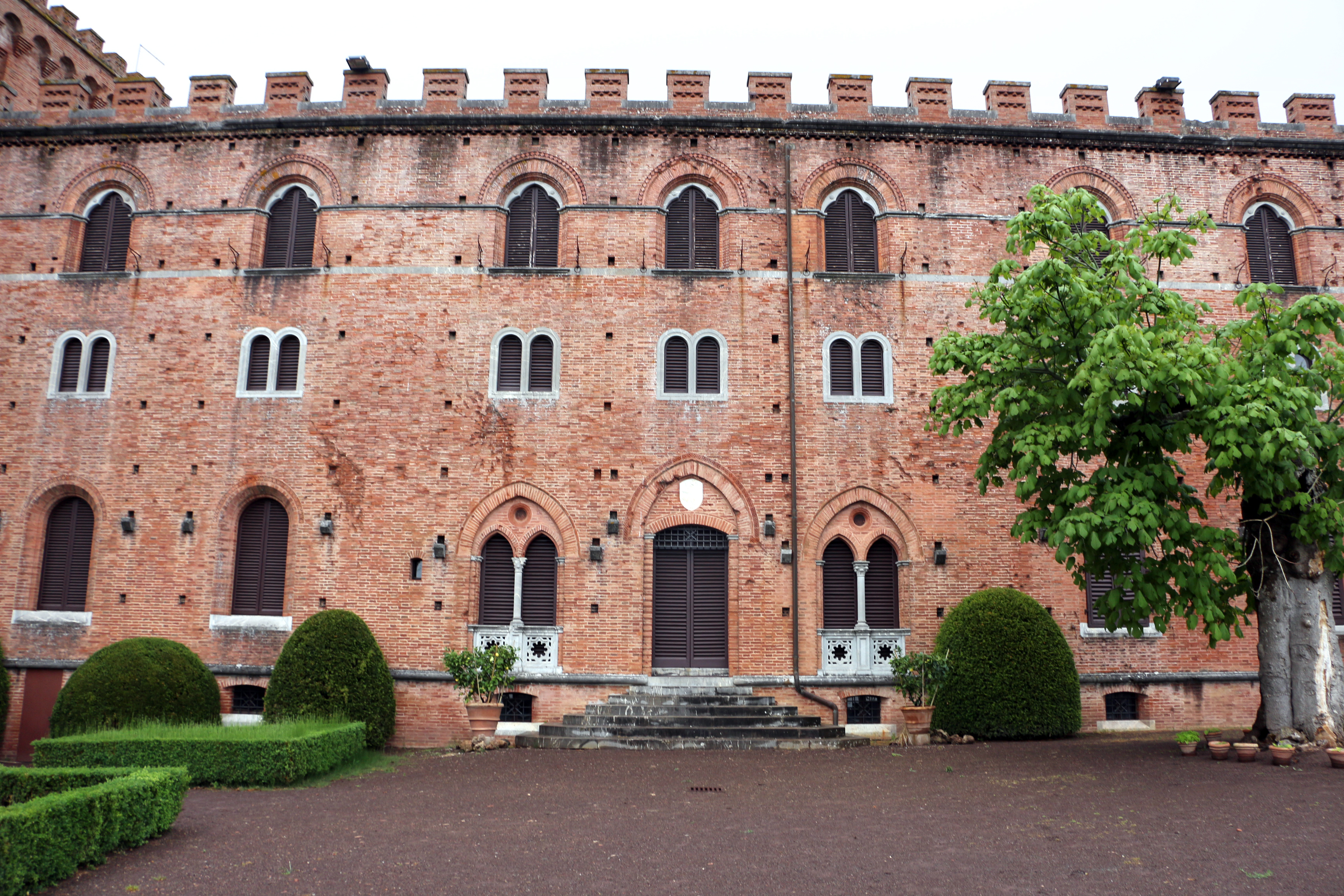
Edificio padronale

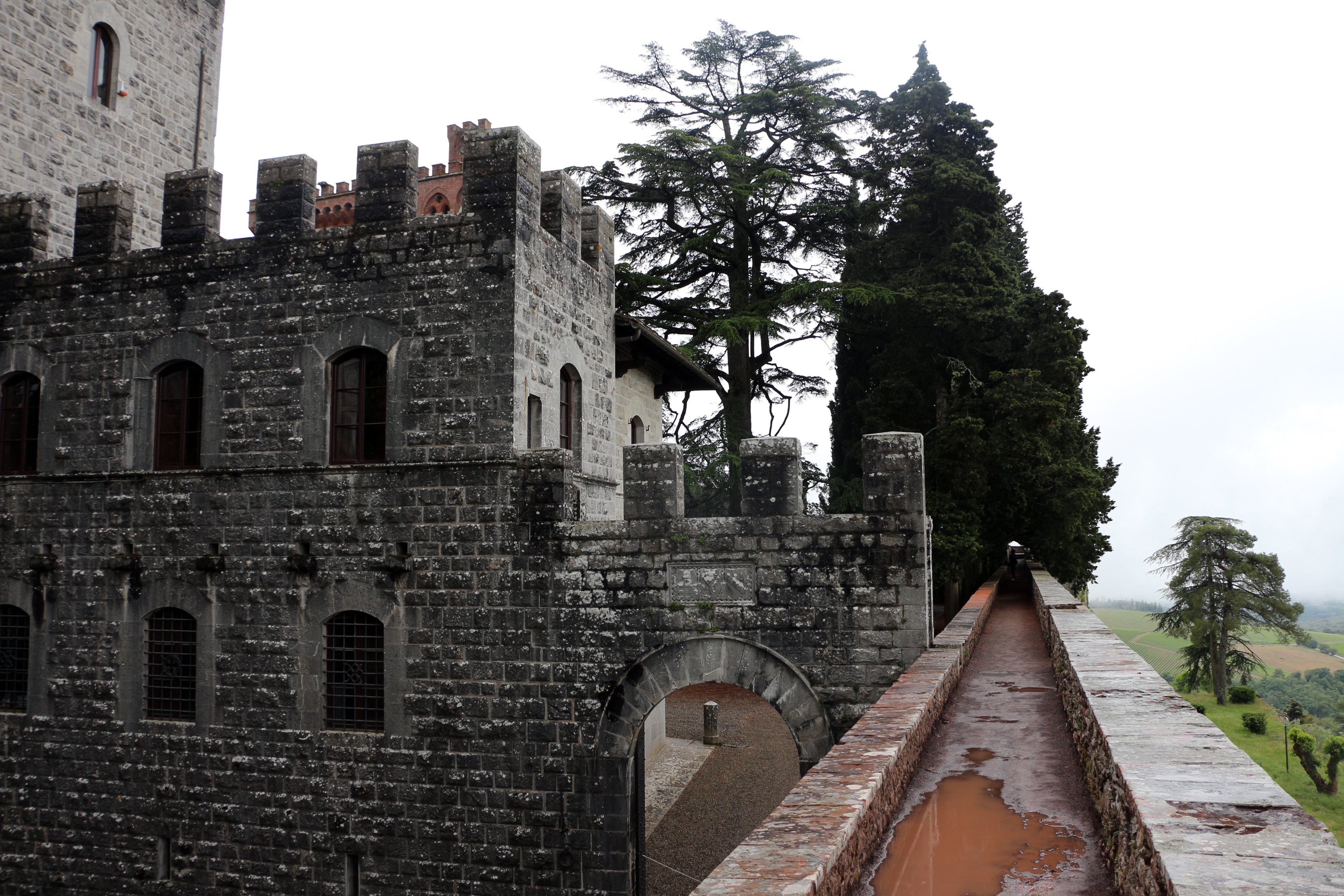
Mastio

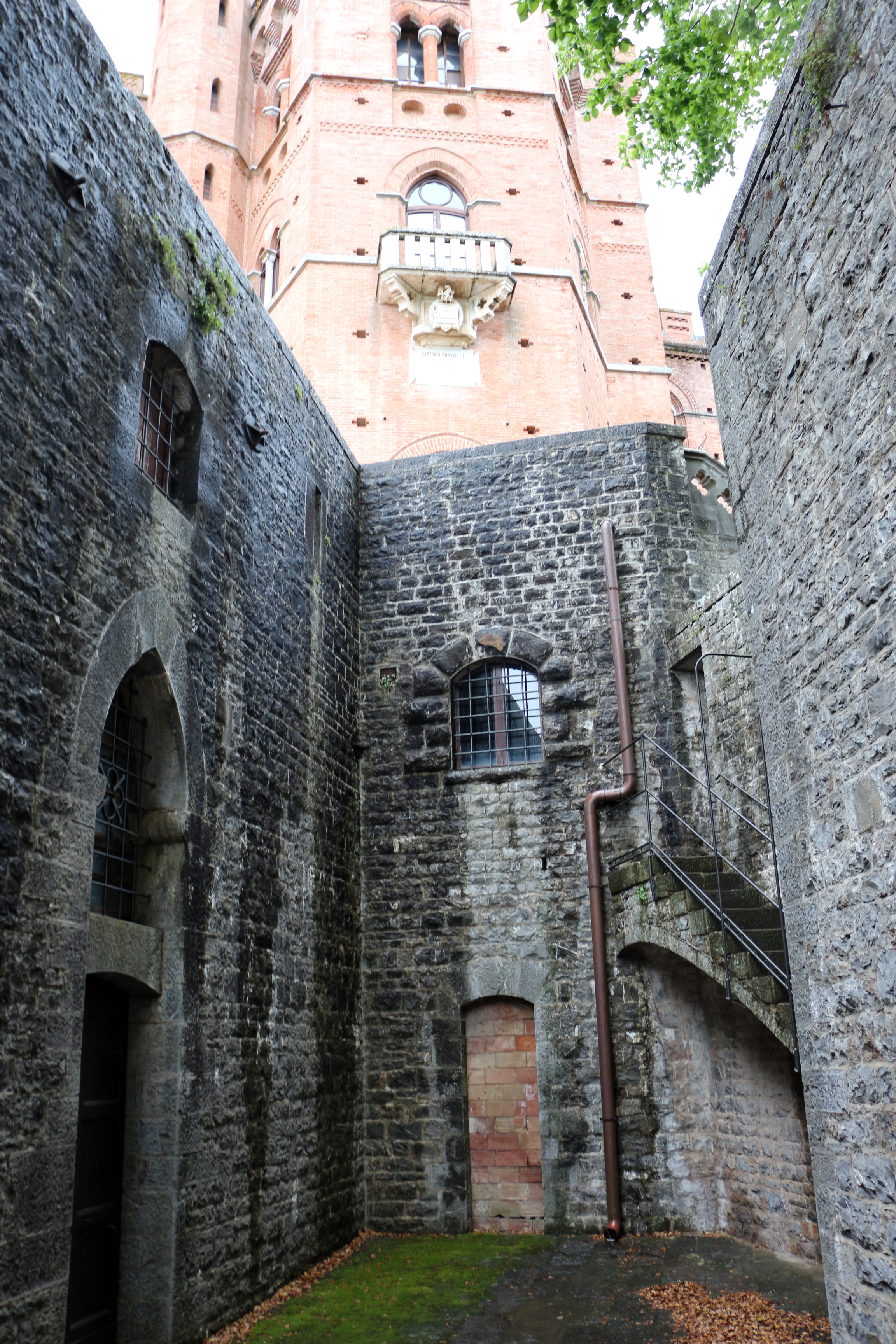
Mura

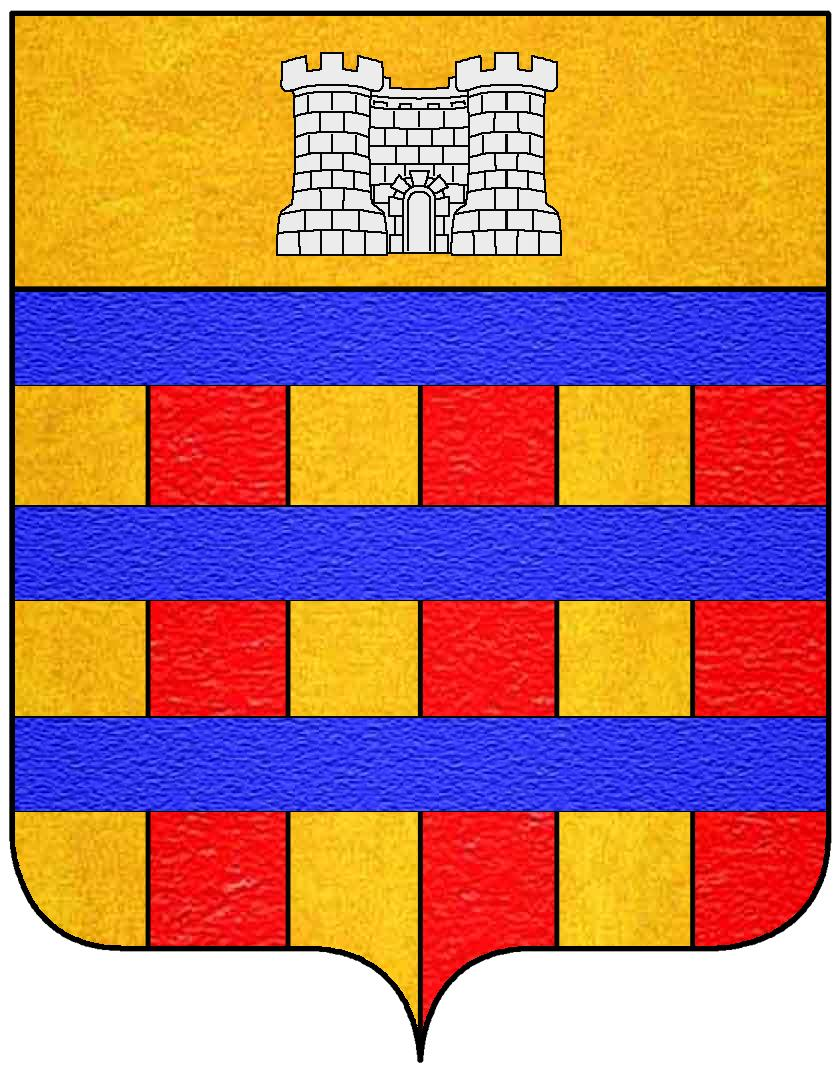
Lo stemma dei baroni Ricasoli

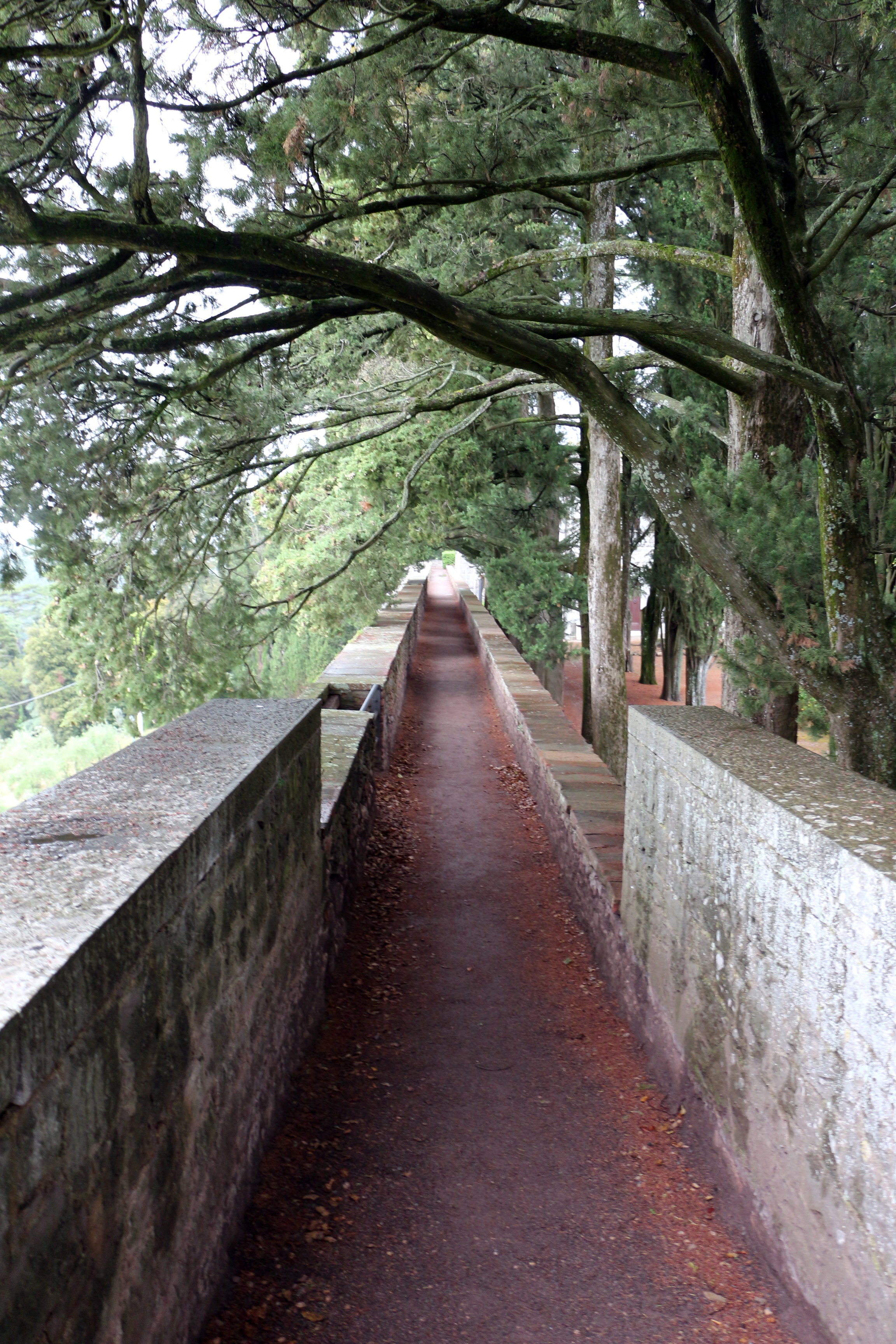
Camminamenti

Il toponimo "Brolio", derivante dal termine celtico (gallico) "Brogilo", col suo nome oltramontano richiama a un'epoca anteriore al mille quando designavasi per Broilo o Brolio "una tenuta selvosa con un recinto ridotto a domestico, e in mezzo a questo il castello per l'abitazione del suo signore". D'altra parte i nomi che conserva tuttora la contrada intorno a Brolio, come sono quelli di Gaiole, di Monte Luco, di Avane e Avenano, provano l'antico stato selvoso del Chianti, riserva di caccia dei Conti della Berardenga, famiglia di origine salica e primi proprietari conosciuti di Avenano, di Monte Luco e di Brolio.
Da alcuni documenti risalenti al X secolo appare che signore del castello di Brolio e del suo distretto fosse un marchese Bonifazio figlio di un conte Alberto, il quale nel 1009 donò alla Badia di Firenze, fra altre sue corti quella di Brolio insieme col padronato della chiesa parrocchia di San Regolo; donazione che fu poi confermata alla stessa badia dall'imperatore Enrico II, nel 1012 e da Enrico IV, nel 1074.
In seguito il territorio e castello di Brolio divenne, e si conserva tuttora, patrimonio della famiglia nobile fiorentina dei Ricasoli. Il primo atto pubblico rogato da questa casata nella loro corte di Brolio porta la data del febbraio 1141 e in forza del quale Rodolfino di Rolando con suo figlio Renuccino cedettero alcuni terreni alla Badia di Coltibuono.
L'entrare a far parte del territorio fiorentino coincise con la fortificazione massiccia del castello che venne munito di bastioni e torri di vedetta. Infatti Brolio era l'ultimo avamposto della Repubblica Fiorentina sul confine fiorentino-senese, e dunque una postazione sensibile nello scacchiere militare del Chianti tant'è che il castello fu vittima di numerosi attacchi.
Nel 1252 fu assalito e preso dai Senesi e restituito ai Ricasoli solo l'anno dopo alla firma dell'armistizio tra Firenze e Siena. Ancora nel 1434 Antonio Petrucci di Siena vi penetrò con l'inganno e prese i prigionieri i Ricasoli fino a che la Signoria di Firenze inviò in loro soccorso Neri Capponi che con i suoi uomini costrinse Petrucci alla resa. Poi nel 1452 gli Aragonesi, alleati di Siena, posero sotto assedio Brolio e Cacchiano ma non riuscirono ad espugnarle.
Ben più devastante fu l'attacco senese del 27 agosto 1478 perché furiosamente portato avanti a colpi di bombarda. Nonostante Firenze avesse mandato l'Anghiarino, abile stratega e capitano di ventura, a guidare la difesa del castello, sotto i colpi di mortaio senesi parte delle mura caddero e la situazione si fece difficile. Allora Bongianni Gianfigliazzi, dal Valdarno, radunò un esercito e si mise in marcia per il Chianti nel tentativo di portare soccorso agli assediati "ma prima che egli potesse ciò fare, Brolio a' 14 [di settembre] si rese a nemici; i quali sicome havevan fatto a Radda, senza osservare a quelli di dentro promessa alcuna, entrati che vi furono dier la terra a sacco, abbruciaronvi molte case e gittarono a terra delle mura
Dopo la conquista fiorentina di Siena, Brolio fu convertito, su progetto di Giuliano da Sangallo, in una prestigiosa residenza signorile e in una imponente azienda agricola e soprattutto vinicola. A questo proposito, anche se documenti degli inizi del millennio attestano già a quei tempi la diffusione a Brolio della coltura della vite, è del 1696 un atto notarile che assicurava un carico di pregiati vini in partenza dal porto di Livorno con destinazione Amsterdam. Nel 1722 il duca di Norfolk scriveva ad un rappresentante di Brolio a Londra per assicurarsi ogni mese la consegna “di cinquanta o più casse del vero Chianti” di Brolio. Nel 1773, infine, Pietro Leopoldo di Lorena scrive nelle sue relazioni di viaggio: "Broglio (Brolio) è un'antica, grande e bella fortezza (...) nella fattoria vi sono grandi e belle cantine ed ottimi comodi, è fattoria che fa 1000 barili di vino che è squisito e sul gusto del Carmignano ma più leggero.".
Nel 1829 Bettino Ricasoli, appena ventenne, iniziò a seguire personalmente la proprietà di Brolio e per tutta la sua vita alternò gli impegni politici ad approfonditi studi in viticoltura. Particolare attenzione pose il “Barone di Ferro” ai vitigni più rispondenti per quel vino ideale che voleva produrre sulle sue terre. Varie furono le uve coltivate a Brolio, dal Pinot al Cabernet, dal Grenache al Carignano, ma a dare i migliori risultati per Bettino Ricasoli furono senza dubbio i cloni del Sangiovese di Brolio, una varietà ancor oggi presente nelle vigne dell'azienda perché i successivi reimpianti hanno quasi sempre visto utilizzare materiale vegetale autoctono. Si arriva così al 1874 quando il Barone Bettino, dopo anni di ricerche e sperimentazioni, definì l'uvaggio per il Chianti Classico al quale, quasi un secolo più tardi, si è poi ispirato il disciplinare di produzione del più famoso vino italiano, rimasto in vigore fino ai giorni nostri.
Nel 1835 il barone Bettino Ricasoli incaricò l'architetto Pietro Marchetti di modificare il castello secondo il gusto del revival gotico, movimento romantico originato in Inghilterra. Questo fu trasformato da antica fortezza in maniero inglese, utilizzando il mattone come materiale principale, aprendo finestre in stile Tudor e inserendo torrette merlate estranee all'architettura locale.

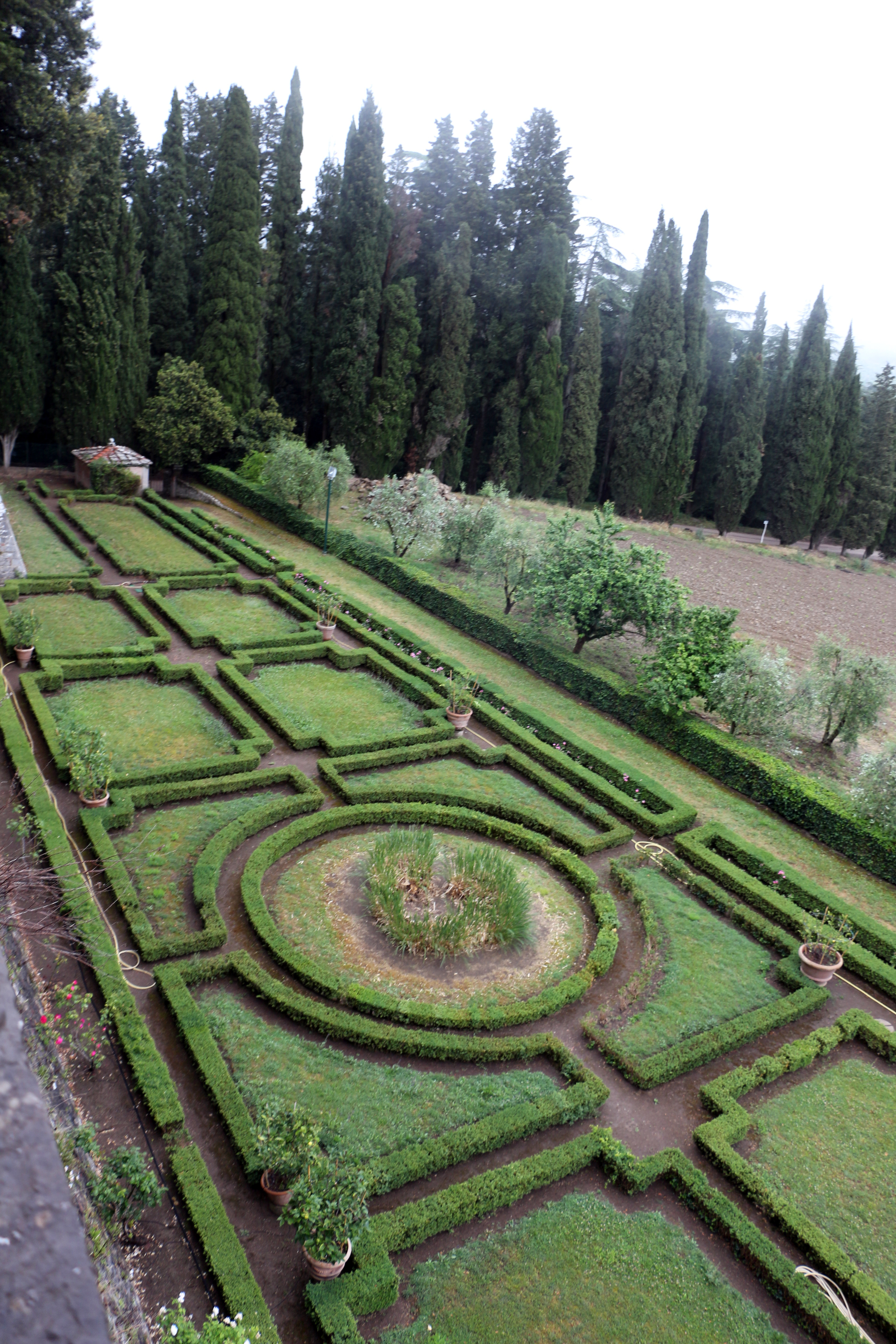
Giardino all'italiana

Del castello vero e proprio si riconosce, come originale, soltanto il basamento del cassero, risalente ai primi anni del mille, mentre le mura ben conservate sono tipiche dell'architettura medievale rinascimentale. Le varie epoche sono facilmente distinguibili grazie al diverso uso dell'antico materiale costruttivo, la pietra serena, e il mattone.
Anche nella sistemazione del verde di Brolio, così come nell'architettura del complesso, si distinguono due zone d'epoca diversa: il giardino cinquecentesco all'italiana, con siepi di bosso e vialetti e il parco romantico ottocentesco, voluto dal botanico Simone Ricasoli. Questi fece piantare, attorno al castello, varie essenze botaniche d'importazione, tra le quali alcuni esemplari d'abete che oggi hanno raggiunto l'altezza di 30-40 metri.
Il ‘900 ha visto il crescente affermarsi dei Ricasoli come produttori e vinificatori e non sono mancate mete straordinariamente lontane per le loro spedizioni: negli anni ‘40 del secolo passato, i vini di Brolio raggiungevano tutti i continenti, dalla Repubblica Dominicana all'India, dalla Cina all'Arabia Saudita, dal Sud Africa al Guatemala, dalla Costa Rica a quelle che allora si chiamavano Afriche Britanniche.
Dal 1993 dirige l'azienda Francesco Ricasoli, 32º Barone di Brolio, artefice di una rinascita seguita ad un trentennio di proprietà straniera.
Nel 1995 nella tenuta di Brolio fu girato il film Io ballo da sola di Bertolucci.

## Cappella

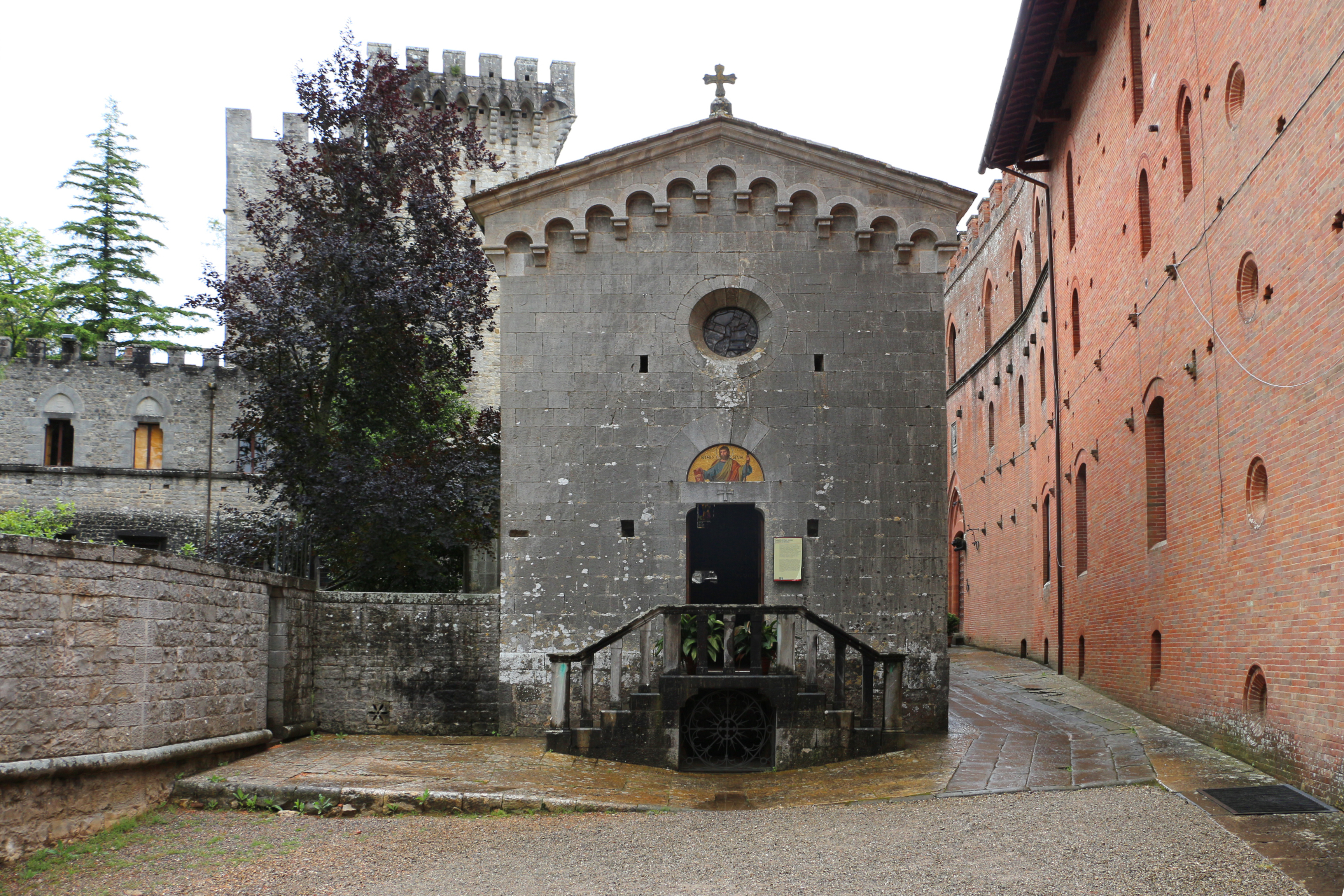
La cappella

Rinnovata nel 1867-1869, ha la facciata a capanna preceduta da una doppia scala in pietra; la lunetta del portale è ornata da un mosaico raffigurante il santo titolare. A destra dell'ingresso, l'iscrizione che ricorda la fondazione nel 1348.
L'interno, con cripta ove sono sepolti i membri della famiglia Ricasoli, presenta una navata divisa in tre campate voltate a crociera.
La zona dell'altare è ornata di mosaici eseguiti dal 1874 dalla Compagnia Venezia Murano, seguendo i bozzetti di Alessandro Franchi ancora conservati nel castello, dove era custodito anche il polittico trecentesco di Ugolino di Nerio con la Madonna col Bambino tra i santi Pietro, Paolo, Giovanni Battista e Giovanni Evangelista.

## Apparizioni televisive e cinematografiche
- Nel 1996 furono girate alcune scene del film Io ballo da sola.[7]
- Nel 2021 sono state girate alcune scene del film Rosaline.[8]